# Ferdinando Guercilena
Ferdinando Guercilena (Montodine, 29 ottobre 1899 – Lecco, 6 maggio 1973) è stato un missionario e vescovo cattolico italiano.

## Biografia

### Il fante del Grappa
Figlio di pescatori e pescatore lui stesso fino a sedici anni, frequentò poi il seminario vescovile di Crema ma dovette interrompere gli studi perché chiamato alle armi nella prima guerra mondiale (fu uno dei famosi ragazzi del '99). Nel 1917-1919 prestò dunque servizio militare come "fante del Grappa" meritandosi una medaglia di bronzo al valor militare. Terminati gli studi liceali, nel 1922 entrò nel Pontificio Istituto Missioni Estere di Milano e fu poi ordinato sacerdote il 19 marzo 1926 nel noviziato di Sant'Ilario Ligure dall'arcivescovo di Genova Carlo Dalmazio Minoretti. Pochi mesi dopo, il 2 ottobre 1926, fu inviato come missionario in Birmania, paese in cui avrebbe trascorso oltre quarant'anni della sua vita.

### Con lo zaino in spalla
Uomo d'azione e dotato di un dinamismo contagioso, il giovane missionario si dedicò in particolare alla creazione di scuole, all'assistenza medica e ad espandere il raggio d'azione della sua attività. Nel 1929 si diresse a nord di Kengtung, dove si era stabilito per evangelizzare la tribù montana dei va, allora pressoché sconosciuti se non per la poco raccomandabile nomea di "tagliatori di teste", nonostante fin dal 1914 fosse stata aperta a Mongping una missione che aveva lo scopo di convertirli. Padre Guercilena giunse nella regione proprio durante un'annata di carestia, riuscì a stento a non morire di fame e, al suo ritorno, subì una reprimenda dal governo coloniale inglese per essere uscito dai confini dello stato di Kengtung esportando la "ribellione" fra quelle popolazioni "ignoranti". L'anno seguente, assieme a padre Francesco Portaluppi, fondò le stazioni missionarie di Mongyang e di Mongpok, proprio al confine con il Manglên, lo stato dei va, dove padre Portaluppi rimase come parroco.
Nell'ottobre 1934 tornò a Mongpok con monsignor Erminio Bonetta e da lì i due missionari, muniti di tutti i permessi, entrarono nel territorio dei va: il 12 novembre ebbero udienza nella capitale, Pangyang, dal saopha, cui chiesero di stabilirsi nella sua mong per creare scuole e aiutare il popolo. Dal sovrano ottennero notizie sullo Stato: la popolazione era divisa tra i ciong, sudditi più civilizzati su cui governava, e i va veri e propri, guerrieri che ogni tanto scendevano dai monti per tagliare le teste necessarie ai loro riti; questo aveva costretto il sovrano a spostare la capitale da Takut verso nord per godere di una maggiore tranquillità. L'offerta di fondare scuole venne rifiutata dal momento che nella regione erano già presenti monaci buddisti che potevano insegnare ai ciong a leggere e scrivere.
Bonetta e Guercilena si spostarono quindi a Lashio, capitale degli Stati Shan settentrionali e dipendente dall'allora vicariato apostolico di Mandalay (pur non essendo ancora evangelizzata), con l'intenzione di avvicinarsi da nord alla zona abitata dai va. A Mandalay il vicario apostolico, il francese monsignor Albert Falière, si mostrò entusiasta dello zelo dei due missionari e acconsentì a cedere la giurisdizione su quelle terre al PIME. Bonetta rientrò a Kengtung il 12 dicembre 1934 e quasi due anni dopo, il 9 marzo 1936, la Propaganda Fide pubblicò il decreto con cui affidava al PIME le terre che oggi compongono la diocesi di Lashio e dove padre Guercilena lavorò intensamente e con ottimi risultati.
Durante la seconda guerra mondiale molti missionari italiani furono internati dagli inglesi (gennaio 1942) nei campi di prigionia in India; fra di loro c'era anche padre Guercilena, che venne eletto all'unanimità superiore del campo di Darjeeling (nel nord dell'India, fra Nepal e Bhutan). Chi poté restare, come monsignor Bonetta, fu testimone dell'invasione dei giapponesi (aprile 1942) e della loro dittatura che giunse fino alle torture nei casi di sospetta collaborazione con gli inglesi (per le percosse subite Bonetta perse quasi totalmente l'uso dell'occhio sinistro). Alla fine del 1946 a padre Guercilena e agli altri missionari internati in India fu consentito di tornare a Kengtung, dove venne ordinato il primo sacerdote locale, padre Stephen Vong, un cinese naturalizzato formatosi nelle scuole anglo-cinesi di Rangoon.

### Il "vescovo dei boschi"
Morto il 22 febbraio 1949 monsignor Erminio Bonetta a causa di un incidente di viaggio, padre Guercilena gli succedette come prefetto apostolico di Kengtung. Il 26 maggio 1950 la prefettura di Kengtung fu elevata a vicariato apostolico e monsignor Guercilena ne divenne così il primo vicario il 31 maggio 1950. Rientrò quindi in Italia dopo 24 anni e l'8 ottobre 1950, nel suo paese natale, Montodine, fu consacrato vescovo della sede titolare di Adriania. L'anno successivo ritornò in Birmania, indipendente dal 1948 ma dove la guerra civile continuava, soprattutto nelle zone di confine nordorientali, fra l'esercito birmano, le etnie separatiste dei monti, i comunisti maoisti e i gruppi armati di nazionalisti cinesi, per non parlare di contrabbandieri, commercianti d'oppio, banditi che passavano da uno stato all'altro per sfuggire alla giustizia e le piccole ma sanguinose guerre tribali.
Il 1º gennaio 1955 la Santa Sede istituì la gerarchia ordinaria in Birmania trasformando la missione in chiesa locale: prefetture e vicariati apostolici divennero diocesi e monsignor Guercilena fu nominato vescovo della diocesi di Kengtung. Durante il suo episcopato si preoccupò soprattutto del clero indigeno e dei catechisti, per affidare loro la missione al più presto; per questo sollecitò padre Eliodoro Farronato a studiare sistematicamente le lingue locali cosicché, con il suo aiuto, vennero pubblicati i primi libri di preghiere, catechismi, traduzioni della Bibbia in lahu (1954), akha (1955), shan ecc. L'attività del "vescovo dei boschi", come preferiva definirsi perché, essendo costantemente in viaggio, la sua sede episcopale era sostanzialmente nei boschi, fu indirizzata a espandere e consolidare la presenza cattolica nella zona di Lashio (che diverrà prefettura apostolica a sé nel 1975 e dove nel 1966 Guercilena consacrò il primo sacerdote kachin, don Luca Hong Kum) e a rinnovare i tentativi di penetrazione fra i Va sia da nord (Manhpang, con padre Igino Zuliani), sia da sud (Mongpok e Mongyang, con i padri Grazioso Banfi e Graziano Gerosa).
Il risultato più notevole e duraturo da lui ottenuto fu il movimento di conversione al cristianesimo del popolo akha (don Clemente Apha fu il primo sacerdote di quell'etnia, consacrato dal vescovo Guercilena il 19 aprile 1962), che continua tuttora. Altro suo grande merito fu quello di aver diffuso anche in Italia l'idea dell'adozione a distanza (allora chiamata adozione d'amore e che oggi ha assunto il nome di sostegno a distanza) per mantenere gli studenti della grande scuola San Luigi di Kengtung: nel 1958 ne affidò la realizzazione a padre Mario Meda, il direttore della scuola, che vi si impegnò con grande successo, tanto da meritarsi per questa importante opera benefica il riconoscimento dell'Ambrogino d'oro nel 2004 da parte del comune di Milano.
La nuova diocesi pagò anche il proprio tributo di sangue alla guerriglia in corso con il martirio di padre Pietro Manghisi (15 febbraio 1953), di padre Eliodoro Farronato (dicembre 1955) e quello del giovane sacerdote locale padre Stephen Vong (10 aprile 1961). Lo stesso vescovo Guercilena, nonostante l'innato ottimismo e il coraggio, si trovò a rischio della vita in più di un'occasione, sfuggendo per puro caso o su segnalazioni dell'ultimo minuto alle imboscate di ribelli o sbandati.

### Il forzato esilio in patria
Rientrò in Italia nel 1962 per il Concilio Vaticano II e per una prima operazione chirurgica, ma ritornò subito in Birmania. Nel marzo di quell'anno, il generale Ne Win aveva organizzato un colpo di Stato instaurando una dittatura militare di ispirazione nazionalistica. Quella che la giunta militare presentò come la via birmana al socialismo, fu una politica di non allineamento dominata da un alto livello di repressione e xenofobia, nel tentativo di sradicare definitivamente ogni traccia del colonialismo. Nel 1966 il regime di Ne Win espulse tutti gli stranieri entrati in Birmania dopo l'indipendenza e limitò con ogni mezzo la presenza di quelli che vi si fermavano in modo stabile. Nel 1968 monsignor Guercilena dovette tornare in Italia per sottoporsi a un'operazione chirurgica alla prostata che i medici di Rangoon non si sentivano di effettuare per i gravi problemi di cuore del vescovo e la mancanza di adeguate attrezzature ospedaliere. L'operazione ebbe buon esito ma, dopo la convalescenza e nonostante le precedenti assicurazioni di concessione del visto d'ingresso, il regime birmano gli impedì di rientrare. Dopo numerosi e inutili tentativi, il vescovo rassegnò le proprie dimissioni il 19 settembre 1972. Durante il suo "forzato esilio in patria", il 19 dicembre 1968 papa Paolo VI nominò monsignor Abraham Than vescovo ausiliare: giunto nella diocesi il 7 giugno 1969, in seguito alla rinunzia di monsignor Guercilena divenne suo successore come vescovo residenziale.
Il vescovo Guercilena morì il 6 maggio 1973 nella casa di riposo del PIME a Rancio, rione di Lecco.

## Genealogia episcopale
La genealogia episcopale è:
- Cardinale Scipione Rebiba
- Cardinale Giulio Antonio Santori
- Cardinale Girolamo Bernerio, O.P.
- Arcivescovo Galeazzo Sanvitale
- Cardinale Ludovico Ludovisi
- Cardinale Luigi Caetani
- Cardinale Ulderico Carpegna
- Cardinale Paluzzo Paluzzi Altieri degli Albertoni
- Papa Benedetto XIII
- Papa Benedetto XIV
- Papa Clemente XIII
- Cardinale Marcantonio Colonna
- Cardinale Giacinto Sigismondo Gerdil, B.
- Cardinale Giulio Maria della Somaglia
- Cardinale Carlo Odescalchi, S.I.
- Cardinale Costantino Patrizi Naro
- Cardinale Lucido Maria Parocchi
- Cardinale Agostino Gaetano Riboldi
- Vescovo Francesco Ciceri
- Arcivescovo Giovanni Cazzani
- Vescovo Paolo Rota
- Vescovo Ferdinando Guercilena, P.I.M.E.